# 船尾座PS
船尾座PS，又名CD-35 3652，HD 60168、SAO 198093、HR 2889，是船尾座的一颗恒星，视星等为6.61，位于銀經249.25，銀緯-8.12，其B1900.0坐标为赤經7h 28m 4.4s，赤緯-35° -8.12′ 30″。